# Wikimedia Foundation
Quỹ Wikimedia là một tổ chức từ thiện và phi lợi nhuận của Hoa Kỳ với mục đích duy trì và hỗ trợ hoạt động của các dự án như Wikipedia, Wiktionary, Wikiquote, Wikibooks (bao gồm Wikijunior và Wikiversity), Wikisource, Wikimedia Commons, Wikispecies, Wikinews, và Nupedia (đóng cửa). Nó là tổ chức phi lợi nhuận mục đích là để cung cấp nội dung, kiến thức miễn phí cho người dân trên toàn cầu. Nó được thành lập tại St. Petersburg, Florida (Hoa Kỳ), thiết lập theo luật pháp của tiểu bang Florida. Ông Jimmy Wales, người thành lập Wikipedia và CEO của Wikia, tuyên bố thành lập Wikimedia vào ngày 20 tháng 6 năm 2003.
Hiện tại cơ sở chính là ở San Francisco, California, Hoa Kỳ. Tính đến  năm 2015, quỹ này có 250 nhân viên, với doanh thu hàng năm là 50 triệu USD. Lila Tretikov là giám đốc điều hành quỹ, và Jan-Bart de Vreede là chủ tịch hội đồng quản trị.

## Mục đích của Wikimedia
Mục đích của Quỹ Hỗ trợ Wikimedia là để phát triển và giữ gìn những dự án nội dung mở dùng hệ thống wiki, và để đưa ra cả nội dung của các dự án cho công cộng miễn phí. Thêm vào Wikipedia, bách khoa toàn thư đã thành công bằng nhiều ngôn ngữ, Wikimedia cũng hoạt động từ điển Wiktionary, bộ sưu tập danh ngôn Wikiquote, kho tài liệu nguồn Wikisource, và thư viện đựng sách điện tử gọi là Wikibooks.
Wikimedia cũng có hoạt động website kỷ niệm sưu tập các bài viết về sự kiện 11 tháng 9 và dự án để phát triển MediaWiki, phần mềm wiki phổ biến. Các dự án của Wikimedia có thể phát triển liên tục phần nhiều bởi những quyên góp, nhưng Quỹ Hỗ Trợ Wikimedia cố gắng tăng thêm doanh thu bằng cách xin tiền trợ cấp của Chính phủ Mỹ và xin công ty cho tiền giúp.

## Lịch sử
Năm 2001, Jimmy Wales và Larry Sanger sáng lập hai bách khoa toàn thư ở trên Internet là Wikipedia và Nupedia. Dự án lúc đầu được tài trợ bởi Bomis, một công ty vì lợi nhuận của Wales. Tuy nhiên khi Wikipedia bắt đầu trở nên nổi tiếng thì dự án này thiếu nguồn tài chính và làm suy giảm nguồn lực của Bomis. Do đó Wales và Sanger quyết định chuyển dự án sang mô hình từ thiện để gây quỹ cho dự án. Wikimedia Foundation được thành lập vào ngày 20 tháng 6 năm 2003.
Tháng 4 năm 2005, cơ quan Internal Revenue Service (IRS) của Hoa Kỳ thông qua quyết định rằng quỹ Wikimedia là một quỹ giáo dục nằm trong danh mục "giáo dục người lớn, giáo dục thường xuyên", điều này có nghĩa là tất cả đóng góp tới quỹ đều được khấu trừ thuế theo luật của Hoa Kỳ.
Ngày 25 tháng 9 năm 2007, hội đồng của quỹ Wikimedia ra thông báo rằng tổ chức sẽ chuyển trụ sở sang San Francisco Bay Area. San Francisco được chọn là trụ sở bởi vì khu vực này có nhiều tổ chức có cùng mục đích và các đối tác tiềm năng, cũng như có nguồn nhân lực tốt và rẻ hơn và cũng thuận tiện cho việc di chuyển quốc tế hơn so với St. Petersburg, Florida.
Ngày 25 tháng 10 năm 2021, tổ chức ra mắt Wikimedia Enterprise, một dịch vụ phân phối nội dung Wikimedia thương mại nhắm đến các nhóm muốn sử dụng API khối lượng lớn, bắt đầu với nhóm Big Tech. Vào tháng 6 năm 2022, The Wikimedia Foundation thông báo Google và Internet Archive là những khách hàng đầu tiên đăng kí tham gia. Tổ chức cũng thông báo sẽ chuyển trọng tâm sang các công ty nhỏ hơn có nhu cầu, hỗ trợ dịch vụ thông qua phương thức "trả ít được nhiều" (a lot paying a little).

## Dự án và sáng kiến

### Dự án nội dung

Logo các dự án thuộc Wikimedia

Wikimedia Foundation hiện đang quản lí 11 dự án nội dung mở, bao gồm:
- Wikipedia
- Wiktionary
- Wikibooks
- Wikiquote
- Wikivoyage
- Wikisource
- Wikimedia Commons
- Wikispecies
- Wikinews
- Wikiversity
- Wikidata
- Wikifunctions

Quỹ cũng vận hành các wiki và dịch vụ nhằm cung cấp cơ sở hạ tầng hoặc điều phối cho các dự án nội dung:
- Meta-Wiki
- Wikimedia Incubator
- MediaWiki
- Wikitech
- Wikimedia Cloud Services
- Phabricator

### Wikimedia Enterprise

Logo Wikimedia Enterprise

Wikimedia Enterprise là một dịch vụ phân phối nội dung Wikimedia thương mại nhắm đến các nhóm muốn sử dụng API khối lượng lớn.
Dịch vụ được giới thiệu lần đầu vào tháng 3 năm 2021, và hoạt động từ ngày 26 tháng 10 cùng năm. Google và Internet Archive là những khách hàng đầu tiên đăng kí tham gia (Internet Archive được cung cấp miễn phí dịch vụ để hỗ trợ cho sứ mệnh số hóa các nguồn tri thức). Một bài viết trên tờ The New York Times tiết lộ rằng doanh thu của dự án trong năm 2022 là 3,1 triệu đô.